# Болсонару, Мишель
Мишель де Паула Фирмо Рейналду Болсонару (порт. Michelle de Paula Firmo Reinaldo Bolsonaro; род. 22 марта 1982, Сейландия, Федеральный округ, Бразилия) — бывший парламентский секретарь Палаты депутатов Национального конгресса Бразилии, супруга экс-президента Жаира Болсонару, бывшая первая леди Бразилии.

## Биография
Мишель Болсонару родилась и выросла в Сейландии, административном районе Федерального округа. Её отец работал водителем автобуса. У неё есть младший единокровный брат Диего Торрес Рейналду (род. 1988), который служит в бразильских ВВС. Отец и мачеха Мишель являются владельцами малого бизнеса по производству кондитерских изделий.
После окончания школы Мишель поступила в университет на фармацевта, но никогда не посещала занятия. Работала продавцом одежды, супермаркете, а затем и секретарём парламента.

## Карьера в парламенте
Была сотрудником Палаты депутатов Национального конгресса Бразилии с 2006 по 2008 год. Она начала работать в канцелярии депутата Вандерлея Ассиса. Позже она стала секретарём депутата Марко Убиали.
В 2007 году Мишель была назначена на ту же должность в руководстве Прогрессивной партии Бразилии. В это время она встретила своего будущего мужа, нынешнего президента Жаира Болсонару. В то время ей было 25, а ему 52. В ноябре 2007 они заключили брак.

## Личная жизнь
Имеет двух дочерей: Летисия от предыдущих отношений, и Лаура (род. 2011) от Жаира Болсонару. Свадьба с Болсонару была 21 марта 2013 года в Рио-де-Жанейро.